# Grammicomyia sondaica
Grammicomyia sondaica är en tvåvingeart som beskrevs av Willi Hennig 1935. Grammicomyia sondaica ingår i släktet Grammicomyia och familjen skridflugor. Inga underarter finns listade i Catalogue of Life.